# Flughafen Tivat

i7
i11
i13

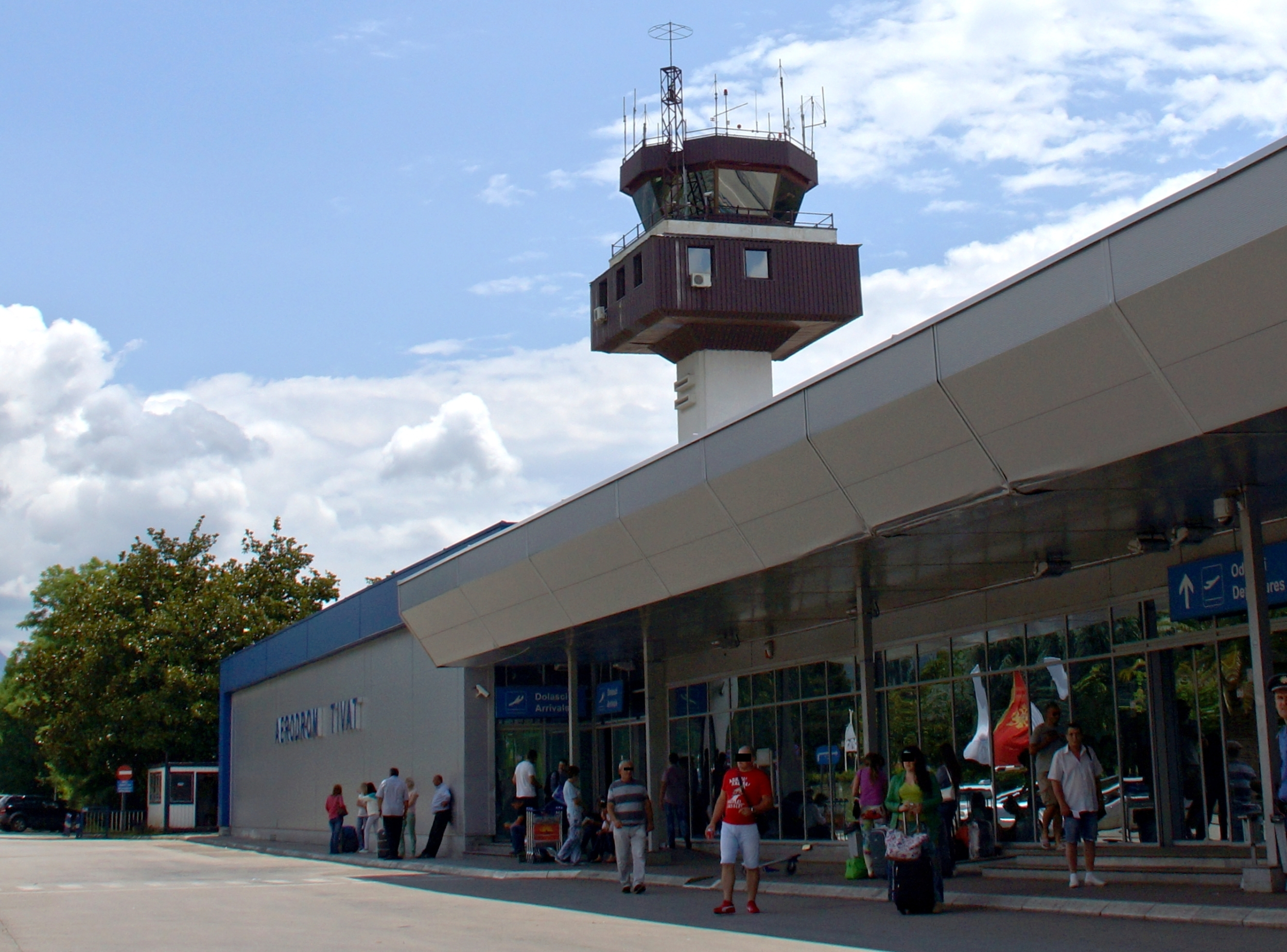
Flughafen Tivat Abfertigungsgebäude vor dem Tower

Der Flughafen Tivat (montenegrinisch-kyrillisch Аеродром Тиват, IATA-Code: TIV, ICAO-Code: LYTV) ist nach Passagierzahlen vor dem Flughafen Podgorica der größte internationale Flughafen Montenegros. Er liegt in der Bucht von Kotor 4 km südlich von Tivat unmittelbar an der Europastraße E65/E80.

## Geschichte
Der Flughafen wurde am  25. September 1971 eröffnet. Ein Erdbeben führte 1979 zu schweren Beschädigungen, weshalb dies umgehend ausgeführte Reparaturen erforderte, die mit Erweiterungsarbeiten verbunden wurden. Im Jahr 2006 wurde das Terminal renoviert und modernisiert. Am 23. April 2003 wurde der Flughafen von JAT Airways in das Eigentum des Staatsunternehmens Airports of Montenegro übertragen.
Der Flughafen wird durch seine Lage zu der touristisch stark besuchten nördlichen Adriaküste Montenegros mit den Städten Kotor und Budva auch zunehmend in den Sommermonaten von Charterfluggesellschaften genutzt. Dies führt dazu, dass ca. 80 Prozent des Fluggastaufkommens in den Sommermonaten abgefertigt werden.

## Flugplatz
Das Flugfeld befindet sich zwischen Meer (westlich) und gebirgigem Hinterland (östlich). Die Start-/Landebahn (Runway) verläuft in NW-Richtung und endet in weniger als 100 m vor dem Meer. Es handelt sich um eine Asphaltbahn von 2500 m Länge. Das Abfertigungsgebäude befindet sich am nördlichen Teil der Runway, zu der es keine vollständig befestigte Taxiway gibt. Die Lage des Flugplatzes bedingt anspruchsvolle Anflug- und Landemanöver.

## Technik
Der Verkehrsflughafen Tivat besitzt 4D-Klassifizierung nach ICAO, Luftraumklasse D. Der Flughafen ist mit dem PAPI-System ausgestattet, das Nachtlandungen ermöglicht. Die Luftaufsichtsbehörde für Montenegro MATSA betreibt die Planung für eine neue Tower-Anlage, die im Jahr 2016 den Betrieb aufnehmen sollte.

## Fluggesellschaften und Ziele
Hauptsächlich wird Belgrad angeflogen. 
Neben Air Montenegro (ganzjährig) betreiben Austrian, easyJet, Edelweiss Air, Eurowings, Lufthansa und  saisonale Flüge von Tivat aus in den deutschsprachigen Raum.
Air Montenegro: Belgrad und Istanbul : Saisonal: Baku, Brno, Izmir und Ljubljana : Charter: Dijon: Erfurt, Lille, Nürnberg, Riga, Rzeszów, Tallin, Tirana und Vilnius. 
Air Serbia: Belgrad: Saisonal: Niš und Kraljevo.
Azerbaijan Airlines: Saisonal: Baku.
Austrian: Saisonal: Wien.
Air Baltic: Saisonal: Riga.
Arkia: Charter: Tel Aviv.
Avionexpress:  Charter: Vilnius.
Bra: Charter: Oslo, Göteborg und Nyköping.
Bulgaria air: Charter: Sofia.
El Al: Charter: Tel Aviv. Saisonal: operated by Sun d’or** 
Edelweiss: Saisonal: Zürich.
Eurowings: Saisonal: Berlin, Düsseldorf und Stuttgart.
Easyjet: Saisonal: Berlin, Genf, Manchester und London.
Flydubai: Saisonal: Dubai.
Flyone: Saisonal: Chisinau.
Flyone Armenia: Saisonal: Yerewan.
Heston Airways:  Charter: Vilnius.
Israir: Saisonal: Tel Aviv.
Jazeera Airways: Saisonal: Kuwait.
Jet2: Saisonal: Birmingham, London und Manchester.
Lufthansa: Saisonal: Frankfurt und München.
Luxair: Saisonal: Luxemburg.
Luxwings: Charter: Bari.
LOT Polish: Charter: Katowice und Warschau.
Norwegian: Saisonal: Copenhagen, Oslo, Stockholm, Helsinki und Riga.
SAS Scandinavian: Saisonal: Copenhagen, Oslo und Stockholm.
SkyUp: Charter: Rzeszów und Gdansk.
Smartlynx: Saisonal: Tallin und Vilnius.
Tui fly: Saisonal: Brüssel.
Transavia: Saisonal: Paris Orly.
Turkish Airlines: Istanbul.
Uzbekistan Airways: Saisonal: Tashkent.

## Verkehrszahlen
| Jahr | Fluggastaufkommen | Flugbewegungen |
| ---- | ----------------- | -------------- |
| 2019 | 1.367.282         | 7.049          |
| 2018 | 1.245.999         | 6.816          |
| 2017 | 1.129.716         | 6.323          |
| 2016 | 979.432           | 5.985          |
| 2015 | 895.050           | 5.422          |
| 2014 | 910.264           | 5.281          |
| 2013 | 868.343           | 5.198          |
| 2012 | 725.412           | 4.605          |
| 2011 | 647.184           | 4.531          |
| 2010 | 541.870           | 4.017          |
| 2009 | 532.080           | 4.226          |
| 2008 | 570.636           | 4.630          |
| 2007 | 574.011           | 4.079          |
| 2006 | 451.289           | 3.261          |
| 2005 | 377.013           | 2.522          |